# Lorenz Leskosek
Lorenz Leskosek (* 16. März 2000) ist ein österreichischer Fußballspieler.

## Karriere

### Verein
Leskosek begann seine Karriere beim SC Kalsdorf. 2010 kam er in die Jugend des SK Sturm Graz, bei dem er später auch in der Akademie spielte. 2016 wechselte er in die Akademie des FC Red Bull Salzburg.
Zur Saison 2018/19 rückte er in den Kader des Farmteams FC Liefering. Nachdem er einmal in der U18 des FC Red Bull Salzburg gespielt hatte, gab er im September 2018 sein Debüt für Liefering in der 2. Liga, als er am sechsten Spieltag jener Saison gegen den SC Austria Lustenau in der Halbzeitpause für Philipp Sturm eingewechselt wurde.
Im Februar 2019 wechselte er zum ebenfalls zweitklassigen SV Lafnitz. In eineinhalb Jahren bei den Steirern kam er zu zwei Zweitligaeinsätzen. Nach der Saison 2019/20 verließ er den Verein.

### Nationalmannschaft
Leskosek spielte bereits für diverse österreichische Jugendnationalauswahlen. Im September 2017 kam er erstmals für die U-18-Mannschaft zum Einsatz. Im August 2018 absolvierte er gegen Zypern sein erstes Spiel für die U-19-Auswahl.